# کاهش سوگیری شناختی
کاهش سوگیری شناختی پیشگیری و کاهش اثرات منفی تأثیر ناخودآگاه و خودکار سوگیری های شناختی، در قضاوت انسان و تصمیم‌گیری اوست، که به‌طور پایایی خطاهای استدلالی تولید می‌کنند.
در مورد تئوری‌های منسجم و جامع کاهش سوگیری شناختی کمبود و فقدان وجود دارد. این مقاله ابزارها، شیوه‌ها، و طرح‌های پیشنهادی کاهش سوگیری و همچنین دیگر پیشگامی‌ها در زمینه‌های آکادمیک و حرفه‌ای در مورد ثمربخشی دلیل و برهان آوری انسان در ارتباط با مفهوم کاهش سوگیری شناختی را بیان می‌کند؛ بیش تر کاهش را به‌طور ضمنی مورد ملاحظه قرار می‌دهد تا به‌طور صریح.
یک مناقشه دیرین در ارتباط با تصمیم‌گیری انسان، توسعه و ایجاد تئوری و شیوه ای جهت کاهش سوگیری را هدف قرار می‌دهد.

## زمینه
دستهٔ زیادی از شواهد تصدیق کرده‌اند که یکی از ویژگی‌های بارز سوگیری شناختی این است که به‌طور خودکار و ناخودآگاه در طیف گسترده ای از استدلال‌های انسان‌ها خود را نشان می‌دهند، بنابراین حتی کسانی که آگاهی از وجود این پدیده دارند، قادر به تشخیص آن نیستند، چه برسد به کاهش بروز آن، صرفا از طریق آگاهی.